# Isak IJssel de Schepper
Isak IJssel de Schepper (Amsterdam, 25 oktober 1872 - Den Haag, 14 juli 1935) was een Nederlandse ondernemer. Hij was directeur van de Stearine Kaarsenfabriek te Gouda.

## Leven en werk
IJssel de Schepper, lid van de familie IJssel de Schepper, werd in 1872 in Amsterdam geboren als zoon van Hendrik IJssel de Schepper en Eveline Bussemaker. Zijn vader was in 1880 benoemd tot directeur van de Goudse kaarsenfabriek. In 1900 werd hijzelf eveneens benoemd tot directeur van deze fabriek, zodat het bedrijf vanaf die tijd onder leiding kwam te staan van vader en zoon IJssel de Schepper. Na het onverwachte overlijden van zijn vader in 1909 bleef hij over als directeur van het bedrijf, dat in die periode met ruim zeshonderd werknemers het grootste bedrijf van Gouda en omstreken was.
Tijdens de Eerste Wereldoorlog kreeg IJssel de Schepper te maken met een stagnerende ontwikkeling vanwege aanvoerproblemen van grondstoffen en afvoerproblemen van de producten. Door zijn internationale contacten slaagde hij erin om het bedrijf toch nog redelijk draaiende te houden. Tijdens deze periode kwam hij op een ander vlak in de problemen. Hij was in Gouda voorzitter van de Commissie van Toezicht op het vluchtoord, dat werd ingericht voor Belgische vluchtelingen. Hij sloot als voorzitter een huurcontract met een plaatselijk snijgroentekwekerij om de vluchtelingen hier te kunnen huisvesten. Van dit bedrijf was IJssel de Schepper commissaris. Hij zou een voor het desbetreffende bedrijf te gunstig contract hebben afgesloten. Deze zogenaamde "Goudse kwestie" leidde tot nogal wat discussies in de Tweede Kamer er kwamen meerder onderzoekscommissies die de kwestie moesten onderzoeken. Pas in 1929 toen de zaak al verjaard was kreeg IJssel de Schepper in min of meer bedekte termen eerherstel, waarom hij had verzocht. Vier jaar daarvoor, in maart 1925, had hij zijn functie als directeur van de kaarsenfabriek al neergelegd. Ook zijn functie als voorzitter van de Goudse Kamer van Koophandel legde hij in deze periode neer.
IJssel de Schepper trouwde op 27 september 1899 met Christina Frederica Reiniera de Ridder. Na zijn echtscheiding hertrouwde hij op 24 mei 1928 te Breda met Maria Cornelie Backers. Hij overleed in juli 1935 op 62-jarige leeftijd in Den Haag. Hij werd begraven op de oude begraafplaats van Gouda, gelegen naast de kaarsenfabriek.